# Breuilpont
Breuilpont é uma comuna francesa na região administrativa da Normandia, no departamento de Eure. Estende-se por uma área de 12,16 km². Em 2010 a comuna tinha 1 245 habitantes (densidade: 102,4 hab./km²).